# 陳文炅
陳文炅（1537年—？），字汝晦，號豫吾，江西撫州府臨川縣人，民籍，明朝政治人物。

## 生平
隆慶四年（1570年）庚午科江西鄉試第二十四名，萬曆二年（1574年）甲戌科會試第一百四十二名，登三甲第一百三十六名進士。七年任嘉兴府推官。官至工部都水司主事。改杭州府儒學教授，卒年五十

## 家族
曾祖陳旭初；祖父陳稷；父陳詔。母閔氏。具慶下
兄陳文燧，監察御史；弟陈文焕，知府；陳文焯，貢士。